# Jess Martin
Jessica „Jess“ Anne Martin (* 1. Oktober 1992 in Shanklin als Jessica Andrews) ist eine ehemalige britische Leichtathletin, die sich auf den Langstreckenlauf spezialisiert hat.

## Sportliche Laufbahn
Erste internationale Erfahrungen sammelte Jess Martin bei den Crosslauf-Europameisterschaften 2013 in Belgrad, bei denen sie nach 20:53 min den 16. Platz im U23-Rennen belegte. 2016 belegte sie bei den Europameisterschaften in Amsterdam in 31:38,02 min den siebten Platz im 10.000-Meter-Lauf und anschließend wurde sie bei den Olympischen Sommerspielen in Rio de Janeiro über diese Distanz mit 31:35,92 min 16. Im Jahr darauf kam sie bei den Weltmeisterschaften in London nicht ins Ziel und beendete daraufhin ihre aktive sportliche Karriere im Alter von 25 Jahren.

## Persönliche Bestleistungen
- 5000 Meter: 15:24,02 min, 16. Juli 2016 in Heusden-Zolder
- 10.000 Meter: 31:35,92 min, 12. August 2016 in Rio de Janeiro

## Privates
Jess Martin ist mit dem irischen Radrennfahrer Daniel Martin verheiratet.